# Kiss×Sis
Kiss×Sis (キス×シス?, Kisu×Shisu) è un manga ecchi scritto e disegnato da Bow Ditama. L'opera è stata originariamente pubblicata come episodio unico su Bessatsu Young Magazine della Kōdansha nel gennaio 2004, per poi diventare una serie regolare sulla stessa testata dall'11 dicembre 2005 al 21 settembre 2021. In Giappone sono stati pubblicati un totale di venticinque volumi tankōbon.
Dal manga è stata tratta una serie OAV di dodici episodi prodotta da Feel, contenuti in altrettanti DVD pubblicati congiuntamente ai volumi del manga. Il primo disco è stato commercializzato il 22 dicembre 2008, mentre l'ultimo episodio è stato pubblicato insieme al 14º albo del fumetto, il 6 aprile 2015. Sull'emittente giapponese AT-X è andata in onda dal 5 aprile al 21 giugno 2010 anche una serie televisiva anime sempre prodotta da Feel e ispirata al manga.

## Trama
Lo studente Keita Suminoe è alle prese con gli esami di ingresso per le scuole superiori. Ad aiutarlo ci sono le sue sorelle gemelle più grandi di lui. Le ragazze, Ako e Riko, non hanno alcun legame di sangue con Keita, non fanno nulla per nascondere i propri sentimenti amorosi nei confronti del ragazzo, e si lasciano andare a effusioni e avance anche in pubblico. I genitori dei tre ragazzi incoraggiano Keita ad accettare le attenzioni di una delle due sorelle, e Keita nonostante l'imbarazzo non disdegna l'interesse delle due ragazze nei suoi confronti. Ako e Riko, nonostante siano tecnicamente rivali fra loro, sono spesso unite e complici nell'escogitare piani per allontanare Keita da qualunque altra ragazza possa girare intorno a lui.

## Personaggi

### Famiglia Suminoe

I protagonisti della serie, da sinistra: Riko, Keita e Ako

Keita Suminoe (住之江 圭太?, Suminoe Keita)
Doppiato da: Ken Takeuchi, Yukika Teramoto (da bambino)
Keita Suminoe è uno studente di terza media, ha 15 anni e fa parte di una famiglia mista dopo che suo padre si è risposato alcuni anni prima (la madre di Keita è morta quando era giovane). È cresciuto con due sorellastre, Ako e Riko, che hanno un anno in più di lui e hanno sviluppato sentimenti più che affettivi nei suoi confronti. Di conseguenza, ora che sono in età adolescenziale, Keita trova sempre più difficile mantenere la sua morale modesta e dignitosa; specialmente quando esposto agli atteggiamenti scandalosamente permissivi dei suoi genitori. Fa parte di un club di atletica leggera dove si rivela più portato per le attività motorie che per quelle legate allo studio; tuttavia grazie ai suoi sforzi viene ammesso nella stessa scuola superiore delle sue sorellastre. Qui finisce nella stessa classe di Miharu e si ritrova Yuzuki Kiryu come sua insegnante.
Ako Suminoe (住之江 あこ?, Suminoe Ako)
Doppiata da: Ayana Taketatsu
Brillante e allegra, Ako è una studentessa del primo di anno superiori, ha 16 anni ed è una delle due sorellastre di Keita nonché sorella gemella di Riko. Fra le due è la più intelligente, istruita, materna, responsabile svolge il ruolo di dirigente degli affari generali del consiglio studentesco, è abile in cucina, è una brava casalinga e si sforza di mantenere un atteggiamento politicamente corretto. Nonostante questa imponente facciata, è esteriormente emotiva, infantile, piagnucolona, riluttanza, si imbarazza facilmente ed è pervertita; questo suo ultimo segreto è anche il più noto. Essendo cresciuta con Keita fin dall'infanzia, Ako è sempre altruista nei suoi confronti ed è innamorata di lui. Non si fa scrupoli nell'abusare della sua autorità sul consiglio studentesco per aiutare Keita oppure per nascondere eventuali eventi imbarazzanti.
Riko Suminoe (住之江 りこ?, Suminoe Riko)
Doppiata da: Yuiko Tatsumi
È anche lei una studentessa del primo anno delle superiori, ha 16 anni ed è la seconda sorellastra di Keita. Sebbene meno esperta dal punto di vista scolastico rispetto alla sua gemella, Riko è astuta, perspicace, furba, è un membro attivo del comitato disciplinare e sempre aperta riguardo alla sua vita personale e alla sessualità. Tuttavia non riesce a convincersi a baciare Keita di fronte ad altre persone. A differenza di Ako, è molto esperta nelle attività motorie e talvolta aiuta vari club sportivi che hanno bisogno temporaneamente di un'altra persona per allenarsi. È anche una persona pacata, goffa, capricciosa e si ubriaca più facilmente di sua sorella e Keita. Riko viene riconosciuta maggiormente perché indossa sempre un cerotto sulla guancia sinistra, apparentemente per coprire una cicatrice formatasi dopo che Keita le lanciò contro un giocattolo quando erano bambini. Si crede che in realtà la cicatrice non esista, ma Riko non fa mai vedere a nessuno cosa c'è sotto il cerotto. Viene poi suggerito che Riko continui a indossare il cerotto per avere sempre con sé un ricordo di Keita. Riko è ardentemente affezionata al suo fratellastro e litiga sempre con Ako per il suo affetto.

### Altri
Miharu Mikuni (三国 美春?, Mikuni Miharu)
Doppiata da: Yoriko Nagata, Tomoko Nakamura (OAV 10-11)
Miharu Mikuni è una studentessa del terzo anno delle scuole medie che entra nella stessa classe delle superiori di Keita. È una ragazza abbastanza tranquilla e senza pretese, che finirà per consegnare a Keita i risultati dell'esame di ammissione; dopo essere passati entrambi, i due stringono amicizia. A differenza delle altre ragazze, Miharu è relativamente mite, si imbarazza facilmente ed è predisposta all'ansia; come tale, soffre di enuresi (che diventa una gag ricorrente nel corso della serie). La sua relazione con Keita è per lo più platonica; i sentimenti che prova per lui sono generalmente oscurati dalle fantasie non proprio grandiose che rivolge nei suoi confronti e in quelli delle sue sorellastre. A volte fantastica su Keita che fa avances non consensuali contro di lei, ma inizialmente non sembra aver alcun interesse romantico per lui. Tuttavia sembra che stia sviluppando un minimo interesse romantico per lui dopo che il ragazzo l'ha aiutata a uscire da varie situazioni estremamente imbarazzanti, solitamente causate involontariamente dalle gemelle o da Minazuki. La sua passione per Keita ha cominciato ad aumentare quando il ragazzo riuscì a farla arrivare prima a una gara sportiva per farle provare l'emozione di come ci si sente nel vincere un evento del genere. È l'unico personaggio femminile del cast a indossare gli occhiali. Successivamente i suoi sentimenti per Keita si svilupperanno ulteriormente e finirà per diventare più aggressiva nel perseguirlo, creando non pochi problemi ad Ako e Riko.
Mikazuki Kiryu (桐生 三日月?, Kiryu Mikazuki)
Doppiata da: Asuka Ōgame
È una studentessa del secondo anno delle scuole medie e la sorella minore di Yuzuki Kiryu; ha un carattere vivace ed estroverso. Entra nel terzo anno delle scuole medie quando Keita inizia il suo primo anno di liceo. È molto matura per la sua età, inoltre rispetto alla sorella maggiore riesce a mantenere la calma quando deve affrontare un problema. È il personaggio più giovane della serie e ammira tutti, specialmente Keita, per il quale ha una cotta. Nonostante ciò è altrettanto interessata a divertirsi osservando le buffonate e le reazioni delle altre ragazze quando tentano di conquistare il suo cuore. Considera sua sorella, Yuzuki, e Keita fatti l'una per l'altro e si diverte a guardarli mentre cercano di comportarsi normalmente fra di loro. Diventa uno dei pochi personaggi al di fuori di Ako e Riko a scoprire che Yuzuki e Keita hanno segretamente una relazione quando fa irruzione nell'appartamento della sorella. Sembra provare dei sentimenti per Keita dopo aver trascorso del tempo assieme a lui e al resto del gruppo su una spiaggia. Condivide anche una certa condizione genetica con sua sorella che viene rivelata quando le ragazze fanno il bagno durante la gita al mare.
Yuzuki Kiryu (桐生 夕月?, Kiryu Yuzuki)
Doppiata da: Asami Imai
Yuzuki Kiryu è un'insegnante di storia giapponese presso l'immaginaria scuola superiore Gakushū Senior High; è stata assunta da poco tempo, ha 24 anni ed è la sorella maggiore di Minazuki. Anche se si rimprovera costantemente ogni volta che commette degli errori, sa essere un'insegnante premurose che può dettare legge quando necessario, ma tende a mettere se stessa e gli altri nei guai quando agisce impulsivamente per via un atteggiamento che lei percepisce come scorretto senza informarsi sulla realtà dei fatti. Single, nubile, indipendente e notevolmente eccentrica, inizialmente è disgustata da Keita e dalla sua relazione con Ako e Riko, al punto da mettersi contro il ragazzo. Nonostante la sua differenza di età, sviluppa dei sentimenti contrastanti per Keita. Appassionata di anime, manga e cosplay, il suo appartamento contiene una basta collezione di merchandising, libri, giochi e poster; ha anche una grande passione per i samurai. È così ossessionata che i suoi genitori l'hanno costretta a scegliere se rinunciare ai suoi hobby in modo permanente oppure avere un posto tutto suo; alla fine Yuzuki ha optato per la seconda opzione. Spesso deve mangiare ramen a buon mercato poiché spende la maggior parte del suo stipendio in così tanti accessori al punto che ingombra il suo appartamento e non può invitare nessuno a entrare senza che scoprano il suo hobby. È vergine, cosa che trova profondamente umiliante. Nel manga, Yuzuki e Keita ammettono i loro sentimenti reciproci e iniziano a frequentarsi in segreto, cosa che viene scoperta solo da Ako e Riko, e successivamente anche da Minazuki, mentre altri personaggi sospettano solamente della loro relazione. Più tardi anche i genitori di Keita verranno a sapere del loro rapporto e lo accetteranno. In seguito Yuzuki rompe con Keita dopo essere fuggita ad Hokkaidō perché non voleva più essere la sua ragazza.
Toda Edogawa (江戸川 戸田?, Edogawa Toda)
Doppiato da: Kiyotaka Furushima
È il miglior amico di Keita delle scuole medie. È geloso della relazione che ha quest'ultimo con le sue sorelle e le altre ragazze. È anche un pervertito e irrimediabilmente infatuato delle sorelle Suminoe.
Chiba Okubo (大久保 千葉?, Okubo Chiba)
Doppiato da: Daisuke Matsuo
Un altro amico di Keita che frequenta la sua stessa scuola.

## Media

### Manga
Il manga è iniziato come una serie di one-shot pubblicati sulla rivista Bessatsu Young Magazine dal gennaio 2004 ad opera di Bow Ditama, già conosciuto come disegnatore di Mahoromatic. Successivamente la serie si trasferì su Weekly Young Magazine dal settembre 2008, per poi spostarsi nuovamente su Monthly Young Magazine dal 9 dicembre 2009 dove si è poi concluso il 21 settembre 2021. La serie è entrata in un periodo di pausa tra i numeri di agosto 2013 e di gennaio 2014 della testata. I vari capitoli sono stati raccolti in formato tankōbon dal 6 settembre 2007 al 18 novembre 2021 sotto l'etichetta KC Deluxe.

### Anime
Un adattamento anime fu annunciato nel giugno 2008, confermando che sarebbe stato prodotto dallo studio Feel. Il 22 dicembre dello stesso anno fu pubblicato il primo OAV diretto da Munenori Nawa, venduto in allegato con il terzo volume del manga. Successivamente ne verranno prodotti altri, anche questi allegati ai volumi della controparte cartacea. L'ultimo al momento uscito è il dodicesimo, pubblicato il 6 aprile 2015. La sigla d'apertura è Futari no Honey Boy (ふたりのハニーボーイ?, Futari no Hani Bōi) cantata da Ayana Taketatsu e Yuiko Tatsumi mentre quella di chiusura si intitola Hoshizora monogatari (星空物語?) interpretata da Nana Takahashi.
Una serie animata televisiva che funge da adattamento al manga venne trasmessa su AT-X dal 5 aprile al 21 giugno 2010. Una versione censurata dell'episodio venne pubblicata online il 28 marzo 2010. La sigla d'apertura è Balance Kiss (バランスKISS?, Baransu Kisu) cantata da Ayana Taketatsu e Yuiko Tatsumi mentre quella di chiusura è Our Steady Boy eseguita da Yui Ogura e Kaori Ishihara. Il tema di chiusura dell'episodio 12 è Futari (ふたり?) di Yui Ogura e Kaori Ishihara. Il primo volume DVD è uscito il 23 giugno 2010. Nella trasmissione televisiva alcune scene presenti negli episodi dal 9 al 12 furono censurate, tuttavia nelle edizioni DVD e Blu-ray Disc le puntate sono presenti nella loro forma integrale.

## Vendite

### Manga
Secondo le statistiche di Oricon, l'undicesimo volume del manga ha venduto un totale di 45 370 copie nel febbraio 2013. Il dodicesimo volume ha venduto complessivamente 38 683 copie nella sua settimana di debutto nel novembre 2013. Il tredicesimo numero è arrivato a 34 036 copie stimate nell'agosto 2014 mentre il quattordicesimo a 34 062 nell'aprile 2015. Il quindicesimo volume è arrivato a 19 747 copie vendute nel novembre 2015, il sedicesimo volume è arrivato a 28 626 copie nell'aprile 2016 invece il diciassettesimo a 19 561 nel novembre 2016. Il diciottesimo numero ha raggiunto le 24 686 copie nel maggio 2017 mentre il diciannovesimo a 20 883 nel dicembre 2017.

### Anime
Secondo le statistiche di Oricon, il box Blu-ray della serie televisiva anime ha venduto 812 copie nella sua settimana di debutto nel maggio 2016.